# Kärin Nickelsen
Kärin Nickelsen (* 18. August 1972 in Niebüll) ist eine deutsche Wissenschaftshistorikerin.

## Leben
Von 1992 bis 1999 studierte sie Biologie und Wissenschaftsgeschichte in Göttingen und Glasgow. Nach der Promotion 2002 Dr. phil. nat. in Bern (summa cum laude) war sie von 2002 bis 2006 Assistentin am Lehrstuhl für Wissenschaftstheorie und -geschichte (Bern). 2005 forschte sie an der University of Illinois at Urbana-Champaign, als Gast von Govindjee. 2008 war sie Visiting Scholar am Max-Planck-Institut für Wissenschaftsgeschichte, Berlin (Abt. II, Lorraine Daston). Von 2006 bis 2011 war sie Assistenzprofessorin am Lehrstuhl für Wissenschaftstheorie und -geschichte (Verlängerung im Jahr 2010 aufgrund positiver Evaluation durch externe Gutachten). Nach der Habilitation 2010 an der Phil.-nat. Fakultät der Universität Bern lehrt sie seit 2011 als Professorin für Wissenschaftsgeschichte am Historischen Seminar der LMU München.
Ihre Arbeitsschwerpunkte sind Geschichte der experimentellen Lebenswissenschaften im 19./20. Jahrhundert, klassische Naturgeschichte um 1800, Prozesse der wissenschaftlichen Modellbildung und individuelle und kollektive Forschungsmethodologie.
2011 wurde Kärin Nickelsen zum Mitglied (Matrikel-Nr. 7456) der Nationalen Akademie der Wissenschaften Leopoldina gewählt, 2020 zum Mitglied der Bayerischen Akademie der Wissenschaften und der Academia Europaea.

## Schriften (Auswahl)
- Wissenschaftliche Pflanzenzeichnungen. Spiegelbilder der Natur? Bern 2000, ISBN 3-8311-1184-7.
- mit Alessandra Hool und Gerd Graßhoff: Theodore von Kármán. Flugzeuge für die Welt und eine Stiftung für Bern. Basel 2004, ISBN 3-7643-7135-8.
- Botanists, Draughtsmen and Nature. The Construction of Eighteenth-Century Botanical Illustrations. Berlin 2006, ISBN 1-4020-4819-X.
- mit Govindjee: The Maximum Quantum Yield Controversy. Otto Warburg and the «Midwest-Gang». Bern 2011, ISBN 3-7643-7135-8.
- seit 2018 Mitherausgeberin der Buchreihe Wissenschaftskulturen im Franz Steiner Verlag.

## Einzelbelege
1. ↑  Academy of Europe: Nickelsen Kärin. Abgerufen am 26. Juni 2021.

| Personendaten    | Personendaten                      |
| ---------------- | ---------------------------------- |
| NAME             | Nickelsen, Kärin                   |
| KURZBESCHREIBUNG | deutsche Wissenschaftshistorikerin |
| GEBURTSDATUM     | 18. August 1972                    |
| GEBURTSORT       | Niebüll                            |